# Mátyás Tóth
Mátyás Tóth (rum. Mihai Toth, szw. Mattias Toth, ur. 1 kwietnia 1918 w Békés, zm. 12 lutego 2002 w Halmstad) – węgierski piłkarz występujący na pozycji napastnika, reprezentant Węgier (1939–1948) i Rumunii (1946), trener piłkarski.

## Kariera klubowa
Mátyás Tóth grę w piłkę nożną rozpoczął w wieku 14 lat. W 1935 roku został graczem Csabai AC z Békéscsaby, z którym występował w nieoficjalnych rozgrywkach regionalnych. W 1936 roku przeniósł się do Újpestu FC. W barwach tego klubu grał przez 4 sezony na poziomie NBI, z przerwą na roczne wypożyczenie do Phöbus FC, gdzie zaliczył 24 spotkania. W połowie 1941 roku został piłkarzem beniaminka węgierskiej ekstraklasy Nagyváradi AC, prowadzonego przez Francisca Rónaya. Po drugim arbitrażu wiedeńskim klub ten został decyzją MLSz pozbawiony rumuńskiej nazwy CA Oradea i włączony do węgierskiego systemu ligowego. Wkrótce – głównie ze względów politycznych – pojawili się w nim czołowi piłkarze ligi, m.in. Tóth, Gyula Bodola, Miklós Kovács, Gyula Lóránt czy Francisc Spielmann. W sezonie 1943/44 Tóth wywalczył z Nagyváradi AC mistrzostwo Węgier, wyprzedzając o 13 punktów wicemistrza Ferencvárosi TC. Był to pierwszy w 43-letniej historii NBI tytuł dla zespołu spoza Budapesztu.
Latem 1944 roku Tóth przeszedł do Vasas SC. Z powodu działań wojennych i wejścia Armii Czerwonej na terytorium Węgier rozgrywki przerwano we wrześniu 1944 roku. W pierwszej rundzie sezonu 1945 (de facto rozegranego jesienią 1944) Tóth zanotował 9 występów i zdobył 6 goli, po czym wiosną 1945 roku odszedł do Carmen Bukareszt, z którym grał w regionalnych rozgrywkach.
Na początku 1946 roku Mátyás Tóth został piłkarzem ITA Arad. Do zespołu w tym okresie dołączyło także kilku jego kolegów klubowych z Nagyváradi AC, natomiast trenerem był Zoltán Opata. Latem 1946 roku ITA Arad uzyskał prawo gry w Divizii A, którą reaktywowano po zakończeniu II wojny światowej. 25 sierpnia 1946 Tóth zadebiutował w rumuńskiej ekstraklasie w wygranym 5:1 wyjazdowym meczu z Libertateą Oradea. W sezonie 1946/47 zdobył z ITA Arad mistrzostwo Rumunii. Przed sezonem 1947/48 powrócił do Vasas SC, gdzie grał przez dwa lata, po czym z powodu reżimu komunistycznego wyemigrował do Włoch. Otrzymał tam ofertę gry w AS Roma i S.S. Lazio, jednak z powodu jego wyjazdu MLSz nie zezwoliła mu na to. Z przyczyn zdrowotnych nie kontynuował on kariery zawodniczej.

## Kariera reprezentacyjna

### Reprezentacja Węgier
W 1936 roku został przez selekcjonera Zoltána Opatę powołany do rezerwowego składu amatorskiej reprezentacji Węgier na Igrzyska Olimpijskie w Berlinie. Wskutek braku kontuzji podstawowych graczy, Tóth nie pojechał na turniej. 22 października 1939 zadebiutował w drużynie narodowej w towarzyskim meczu z Rumunią (1:1), w którym zdobył bramkę. Łącznie w latach 1939–1948 rozegrał w reprezentacji 16 spotkań i strzelił 6 goli. W swoim ostatnim występie przeciwko Bułgarii (0:1) pełnił funkcję kapitana zespołu.
Bramki w reprezentacji
| Lp. | Data                 | Miejsce                            | Przeciwnik | Bramka | Rezultat | Ranga meczu     |
| --- | -------------------- | ---------------------------------- | ---------- | ------ | -------- | --------------- |
| 1.  | 22 października 1939 | Stadionul ONEF, Bukareszt          | Rumunia    | 1:0    | 1:1      | Mecz towarzyski |
| 2.  | 12 listopada 1939    | Stadion Beogradski SK, Belgrad     | Jugosławia | 2:0    | 2:0      | Mecz towarzyski |
| 3.  | 1 listopada 1942     | Üllői úti, Budapeszt               | Szwajcaria | 3:0    | 3:0      | Mecz towarzyski |
| 4.  | 15 września 1943     | Stadion Olimpijski, Helsinki       | Finlandia  | 1:0    | 3:0      | Mecz towarzyski |
| 5.  | 15 września 1943     | Stadion Olimpijski, Helsinki       | Finlandia  | 3:0    | 3:0      | Mecz towarzyski |
| 6.  | 19 września 1948     | Stadion Wojska Polskiego, Warszawa | Polska     | 5:2    | 6:2      | Balkan Cup 1948 |

### Reprezentacja Rumunii
W 1946 roku, będąc graczem ITA Arad, zdecydował się przyjąć powołanie do reprezentacji Rumunii na turniej Balkan Cup 1946. Zadebiutował 8 października 1946 w meczu z Bułgarią w Tiranie (2:2), w którym zdobył gola. Oprócz tego wystąpił jeszcze w spotkaniu z Jugosławią (2:1). Łącznie rozegrał w reprezentacji Rumunii 2 mecze i strzelił 1 bramkę.
Bramki w reprezentacji
| Lp. | Data                | Miejsce                                 | Przeciwnik | Bramka | Rezultat | Ranga meczu     |
| --- | ------------------- | --------------------------------------- | ---------- | ------ | -------- | --------------- |
| 1.  | 8 października 1946 | Stadiumi Kombëtar „Qemal Stafa”, Tirana | Bułgaria   | 2:2    | 2:2      | Balkan Cup 1946 |

## Życie prywatne
Jego rodzice prowadzili sklep ze skórami, dzięki czemu ich syn jako jedno z nielicznych ówczesnych dzieci grał w piłkę nożną w butach. Tóth zawodowo trudnił się handlem drewnem. Latem 1949 roku wyemigrował do Włoch, gdzie próbował znaleźć angaż w AS Roma i SS Lazio, jednak nie zezwoliły na to komunistyczne władze Węgier. Tóth został wkrótce po tym hospitalizowany z powodu choroby płuc. Napisał wówczas po francusku list z prośbą o pomoc do Gustawa VI Adolfa, którego poznał przy okazji meczu ze Szwecją na Råsundastadion. Po miesiącu otrzymał odpowiedź z pieniędzmi i biletem lotniczym do Sztokholmu. Ostatecznie osiadł on na stałe w Halmstad i założył rodzinę ze Szwedką. Prowadził tamtejsze amatorskie kluby, był inicjatorem rozgrywek piłki nożnej kobiet oraz propagował resocjalizację przez sport.

## Sukesy
Nagyváradi AC
- mistrzostwo Węgier: 1943/44

ITA Arad
- mistrzostwo Rumunii: 1946/47